# Impasse du Pèlerin
Impasse du Pèlerin är en återvändsgata i Quartier des Épinettes i Paris sjuttonde arrondissement. Gatans namn, franska: pèlerin, "pilgrim", syftar på aposteln Jakob. Impasse du Pèlerin börjar vid Rue de La Jonquière 97.

## Omgivningar
- Sainte-Marie des Batignolles
- Square Ernest-Gouin
- Impasse de La Jonquière
- Rue Guttin
- Rue Bessières

## Bilder
| - Aposteln Jakob. - Gatuskylt. - Sainte-Marie des Batignolles. |

## Kommunikationer
- Tunnelbana – linjerna   – Porte de Clichy
- Busshållplats Boulay – Paris bussnät

### Webbkällor
- ”Impasse du Pèlerin”. Mairie de Paris. https://web.archive.org/web/20150910125622/http://www.v2asp.paris.fr/commun/v2asp/v2/nomenclature_voies/Voieactu/7171.nom.htm. Läst 11 januari 2024.
- ”Impasse du Pèlerin (17ème arrondissement)”. Les rues de Paris. https://web.archive.org/web/20160409124043/http://www.parisrues.com/rues17/paris-17-impasse-du-pelerin.html. Läst 11 januari 2024.